# Più di te (Emma Muscat)
Più di te è un singolo della cantautrice maltese Emma Muscat, pubblicato il 24 novembre 2021.

## Descrizione
Il brano, scritto dalla stessa cantautrice con Antonio Caputo, è prodotto da Gabriel Rossi, in arte Kende, Lorenzo Santarelli, Marco Salvaderi e Room9.

## Video musicale
Il video musicale, diretto da Daniele Barbiero, è stato pubblicato il 27 novembre 2021 attraverso il canale YouTube della Warner Music Italy.

## Tracce
Testi di Emma Louise Marie Muscat e Antonio Caputo, musiche di Gabriel Rossi, Marco Salvaderi e Lorenzo Santarelli.
1. Più di te – 3:08

## Formazione
- Emma Muscat – voce
- Gabriel "Kende" Rossi – batteria, tastiere, programmazione, produzione, registrazione, masterizzazione, missaggio
- Lorenzo Santarelli – tastiere, programmazione, produzione, masterizzazione, missaggio
- Marco Salvaderi – tastiere, programmazione, produzione, masterizzazione, missaggio
- Marco Zangirolami – masterizzazione, missaggio
- Room9 – produzione